# Tito LeDuc
Tito LeDuc, anche nelle grafie Tito Le Duc o Tito Leduch, pseudonimo di Adolfo Manzano Muñoz (Veracruz, 25 dicembre 1922 – Roma, 31 dicembre 1998), è stato un attore e coreografo messicano, componente dal 1976 al 1990 del gruppo de Le Sorelle Bandiera.

## Biografia
Dopo il debutto come coreografo, nel 1956, nel film messicano Caras nuevas, e la partecipazione, come attore e coreografo, ai film messicani Música en la noche e Música de siempre, entrambi del 1958, si trasferì in Europa per debuttare nel cinema italiano nel 1961 con un ruolo nel film La ragazza sotto il lenzuolo, diretto da Marino Girolami.
La sua notorietà è stata in seguito legata prevalentemente a quella del gruppo de Le Sorelle Bandiera, di cui era il componente più anziano e con il quale ha partecipato a diverse trasmissioni per la televisione e a spettacoli teatrali e di cabaret, prima di essere sostituito nel 1990 da Franco Caracciolo.
Sempre per il cinema ha interpretato, fino al 1982, diversi film di genere, in molti dei quali è stato anche coreografo. È morto il 31 dicembre 1998 all'ospedale San Giacomo di Roma, dov'era ricoverato per problemi cardiaci.

## Omaggi
- Nel 1988 è stato ricordato nel film documentario Travestito.
- Nel 2008 viene ricordato in un altro documentario, Le favolose Sorelle Bandiera.

## Filmografia

### Attore
- Música en la noche, regia di Tito Davison (1958)
- Música de siempre, regia di Tito Davison (1958)
- La ragazza sotto il lenzuolo, regia di Marino Girolami (1961)
- Colonnello e signora, episodio di Siamo tutti pomicioni, regia di Marino Girolami (1963) – non accreditato
- Satyricon, regia di Gian Luigi Polidoro (1969)
- Dove vai tutta nuda?, regia di Pasquale Festa Campanile (1969)
- Stasera Fernandel – serie televisiva, episodio 1x04 (1969)
- Salon Kitty, regia di Tinto Brass (1976) – accreditato solo come coreografo
- Bordella, regia di Pupi Avati (1976)
- La polizia è sconfitta, regia di Domenico Paolella (1978)
- L'importante è non farsi notare, regia di Romolo Guerrieri (1979)
- Il pap'occhio, regia di Renzo Arbore (1980)
- Il tango della gelosia, regia di Steno (1981)
- Attenti a quei P2, regia di Pier Francesco Pingitore (1982)
- Classe di ferro – serie televisiva, episodio 2x03 (1991)

### Coreografo
- Caras nuevas, regia di Mauricio de la Serna (1956)
- Il terrore della maschera rossa, regia di Luigi Capuano (1959)
- Maciste nella Valle dei Re, regia di Carlo Campogalliani (1960)
- La regina delle Amazzoni, regia di Vittorio Sala (1960)
- Preciosa, regia di Juan José Ortega (1965)
- Salon Kitty, regia di Tinto Brass (1976)
- Bordella, regia di Pupi Avati (1976)
- Io, Caligola, regia di Tinto Brass (1979)
- L'importante è non farsi notare, regia di Romolo Guerrieri (1979)

## Discografia

### Discografia con Le Sorelle Bandiera

#### Album
- 1979 - L'importante è non farsi notare (Colonna sonora del film) (split con S.B. Orchestra)

#### Singoli
- 1978 - Fatti più in là/No, io non ci sto
- 1978 - L'altra domenica/Bella come me non hai avuto nessuno
- 1979 - Rimmel & Cipria/All My Life (split con Neil Hansen)
- 1984 - Sumus in Ibiza/Plastic Nights